# 114612 Sandrasavaglio
114612 Sandrasavaglio este o planetă minoră (asteroid) din centura de asteroizi. A fost descoperită pe 26 februarie 2003 la  de  și a fost numită după Sandra Savaglio⁠(d). 
Obiectul prezintă o orbită caracterizată de o semiaxă mare de 2,9308417465871 UAi, o excentricitate de 0,076083631400136, o înclinație de 9,8911945615691 ° în raport cu ecliptica.